# Järnvägsolyckan i Getå
Järnvägsolyckan i Getå var en järnvägsolycka som inträffade den 1 oktober 1918 i Getå  i Krokeks socken i nuvarande Norrköpings kommun. Det är den hittills allvarligaste olyckan i svensk järnvägshistoria då minst 42 personer dog. Det exakta antalet omkomna har inte fastställts.
Olyckan skedde på grund av ett jordskred i ler- och gruslager i en brant sluttning ned mot Bråviken där järnvägen hade anlagts. Strax efter jordskredet kom ett tåg bestående av lok med tio vagnar som spårade ur och föll ned på en landsväg bredvid banvallen. Det höga antalet omkomna berodde inte främst på urspårningen i sig utan på att glödande kol satte eld på vagnarna där många passagerare satt fastklämda. Den geotekniska undersökningen av olycksplatsen som gjordes hade stor betydelse för utvecklingen av geotekniken i Sverige.

## Bakgrund

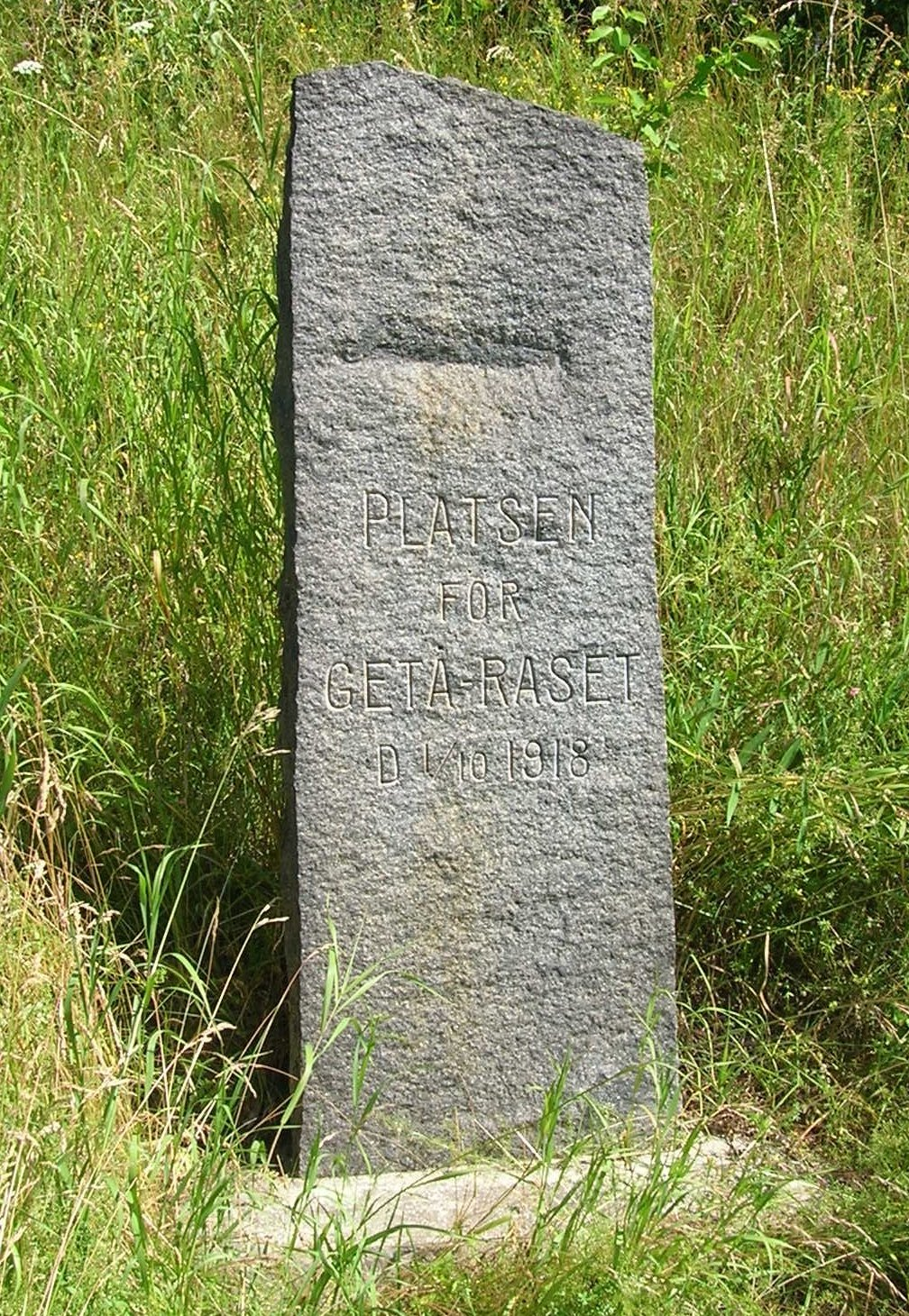
Minnesstenen vid olycksplatsen.

Järnvägen mellan Åby och Nyköping invigdes den 1 oktober 1915. Sträckan mellan Åby och Krokek hade i samband med byggandet undersökts geologiskt, eftersom det fanns risk för ras där järnvägen skulle gå längs en förkastningsbrant längs Bråvikens strand. Våren 1918 hade varit torr, medelvattenståndet i Bråviken hade sjunkit och marken torkade ut, vilket gav upphov till torrsprickor. September blev tvärtom ovanligt regnig, så att marken blev genomblöt. Marken under banvallen bestod av lerlager som genom regnet fått minskad bärighet. Genom vattnet hade marken blivit tyngre. Den 1 oktober 1918 inträffade något som utlöste ett ras där ett lager av svallgrus började glida mot ett lager av lera. Banvallen och vägbanan sjönk nedåt och de underliggande lagren trycktes i sin tur uppåt, så att sjöbotten under Bråviken lyftes uppåt, och en mindre halvö bildades.

## Olyckan

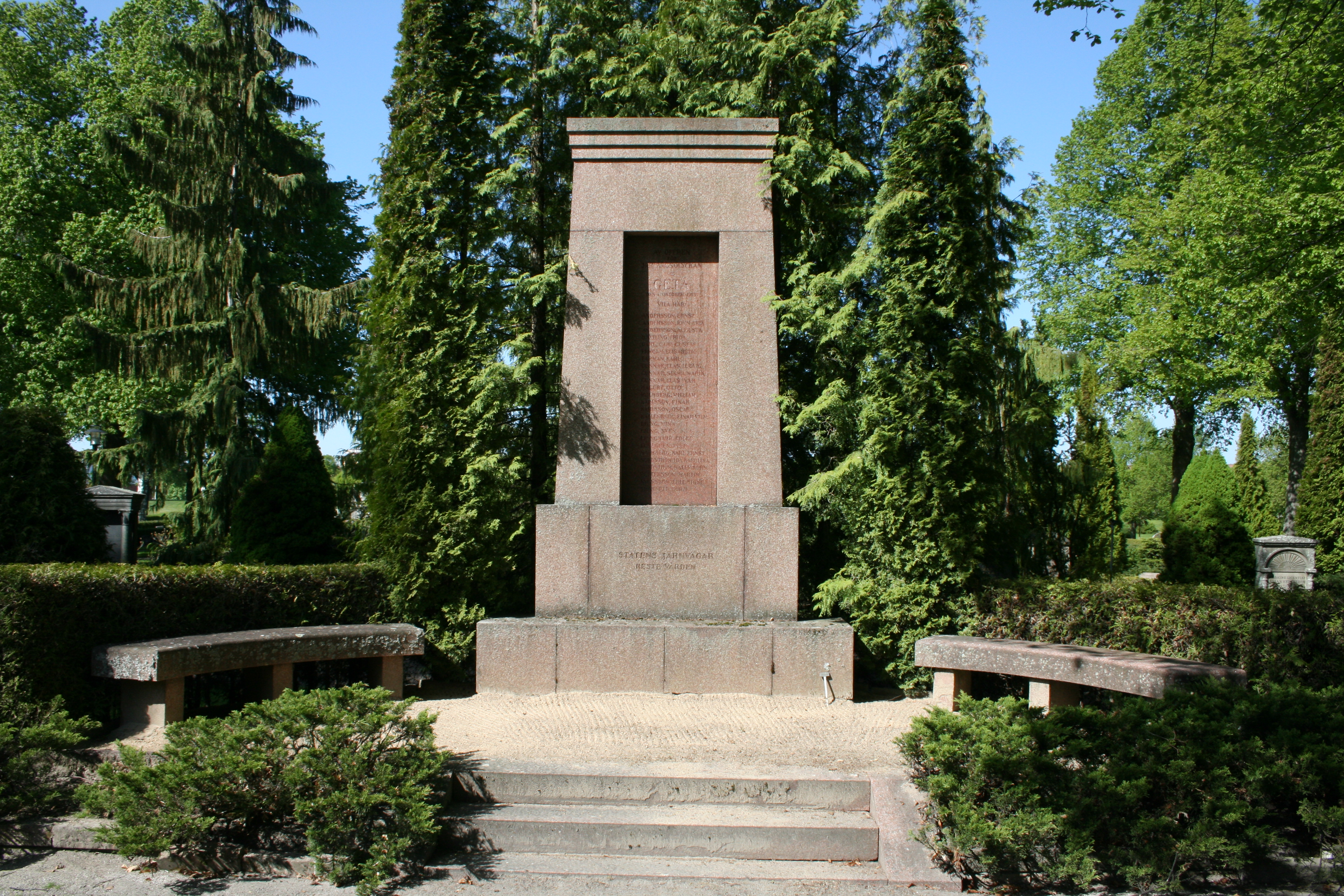
Samlingsgraven på Norra kyrkogården.

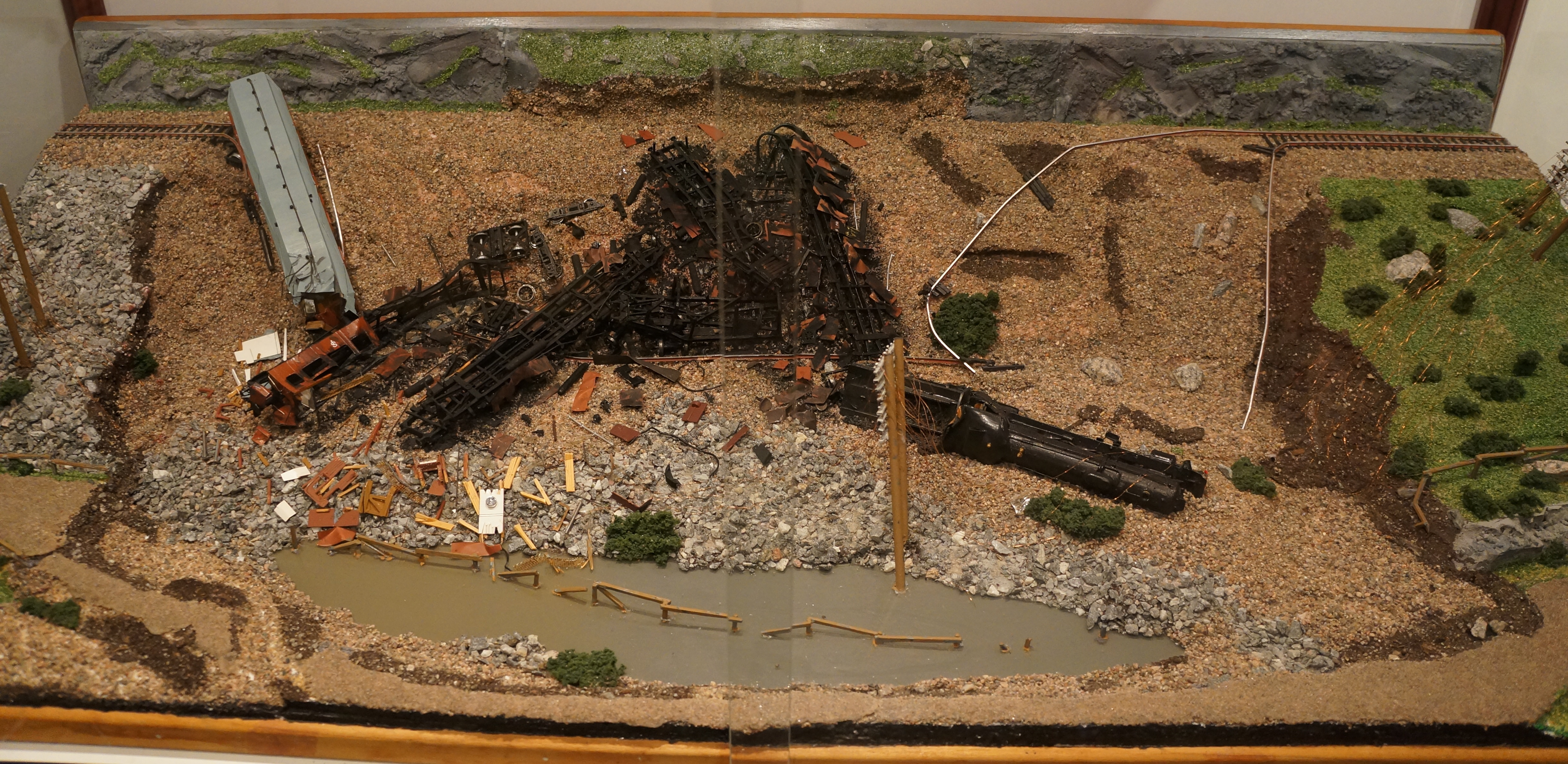
Exakt byggd miniatyr av olycksplatsen på Järnvägsmuseet i Gävle.

Klockan 18.26 hade tåg 2138 passerat Getå utan problem. De första tecknen på att något höll på att hända var när hållplatsvakten vid Getå mellan 18.33 och 18.40 hörde dallringar i telefonledningarna. Ungefär 18.50 passerade en bryggskjuts platsen utan att märka något ras. Mellan 18.52 och 18.55 hade lerlagren under banvallen gett vika och ett ras inträffat. Banvallen hade förstörts mellan km 103,704 och km 103,749. Ungefär 18.55 hade telegrafnätet som går längs järnvägen brutits.
Tåg 422 hade avgått från Malmö klockan 07.00. I Mjölby byttes lok från F 1271 till F 1200. I Norrköping var tåget 12 minuter försenat.
När ett tåg lämnade en station kontaktades alltid följande station via telegrafnätet med signalen "Tåg ut" (tåganmälan). Tåget skulle ha lämnat Åby 18.44 men eftersom tåget var försenat lämnade det inte Åby förrän 18.54. Ungefär då försökte stationen i Krokek kontakta stationen i Åby för att efterhöra varför den inte fått någon "Tåg ut", men fick inte kontakt. Klockan 18.57 försökte Åby kontakta Krokek med "Tåg ut", men lyckades inte heller få kontakt.
Vid urspårningen var hastigheten uppskattningsvis 65–70 kilometer i timmen. Loket F 1200 spårade ur, åkte ned på landsvägen och blev liggande på höger sida. De två sista vagnarna stod kvar på spåret, restaurangvagnen blev stående i 45 graders vinkel mellan banvallen och landsvägen, medan övriga vagnar förstördes. 
Lokföraren Wahlström slog i huvudet när olyckan inträffade och fick en hjärnskakning, men tog sig ändå ut ur loket. Konduktören Ström var vid olyckan i sista personvagnen, och tog sig ut och träffade vid loket lokföraren, som berättade att eldaren Carlsson låg begraven under kolet. 
Ström gav sig iväg mot Åby för att underrätta och träffade banvakten Andersson, som från en villa i närheten ringde Åby och meddelade om olyckan. Från banvaktsstugan öster om olycksplatsen kom banvakten Eriksson. Dennes hustru hade fällt ned bommarna vid vägövergången och stod och väntade på tåget när hon tyckte att det lät som om tåget stannat. Eriksson hade då i rask takt börjat gå mot olycksplatsen, och när han såg hur telegrafstolparna lutade insåg han att något allvarligt hade inträffat. Efter att ha sett att tåget spårat ur skyndade han till Getå hållplats för att informera stationen i Krokek.
Under tiden hade glöden från lokets panna börjat antända det torra trävirket i de söndersplittrade vagnarna närmast loket. Många människor som satt fastklämda i vagnarna kunde hjälpas ut, men många blev också innebrända när elden spred sig. Av de ungefär 170 personer som fanns på tåget omkom 42. Dessutom rapporterades fem personer saknade.
Vid platsen längs den gamla landsvägen mellan Åby och Sandviken finns nu en minnessten. Den 10 oktober 1918 begravdes 15 namngivna omkomna samt omkomna som inte kunde identifieras på Norra kyrkogården i Norrköping. Över samlingsgraven står en fem meter hög sten i röd granit från Graversfors.
Loket låg kvar på olycksplatsen fram till den 15 november. Efter reparation provkördes det den 21 maj 1919 och var i tjänst hos Statens Järnvägar (SJ) fram till 1937, då loket såldes för 30 876 danska kronor till DSB i Danmark som använde det under många år. Bland annat blev det utsatt för ett allierat flygangrepp i närheten av Korsør 1943. Loket återvände 1963 till Sverige och finns idag på Sveriges Järnvägsmuseum i Gävle.
Vid den geotekniska undersökningen av olycksplatsen företogs provborrningar och hållfasthetsberäkningar, vilket i sin tur hade stor betydelse för utvecklingen av geotekniken i Sverige. Olycksplatsen kom att röjas under hösten 1918 så att trafiken kunde påbörjas som vanligt i december 1918. I samband med detta flyttades järnvägsspåret en meter åt bergssidan och järnvägsbanken stadgades med sten. Vid olycksplatsen var hastigheten sänkt till 15 km/h och omedelbart före och efter var hastigheten 30 km/h. I modern tid är hastigheten satt till 100 kilometer i timmen.

## Olyckans orsaker
Redan dagen efter olyckan inledde Kungliga Järnvägsstyrelsen sin utredning av olyckan med de första utfrågningarna av den personal som arbetat på tåget. Efter annonsering i tidningarna kunde man också fråga ut en del av passagerarna. Järnvägsstyrelsens utredde bland annat om acetylengasen som användes för belysningen hade orsakat branden. Utredningen slog fast att branden orsakades av brinnande kol som satt eld på de splittrade trävagnarna.
Även Geotekniska kommissionen utredde olyckan ur ett geologiskt perspektiv. Banvallen hade anlagts på flera varv av ler- och gruslager som hade avsatts sedan istiden. Kommissionen gjorde borrningar på flera platser ned till berggrunden. Vid undersökningen upptäckte man under olycksplatsen resterna av ett jordskred från förhistorisk tid vilket lokalt har ökat vattenströmningen och som i sin tur bidrog till det jordskred som orsakade olyckan. Dessa särskilda förhållanden kan ha gjort att man vid anläggandet av banan trott att markens bärighet var större än vad den faktiskt var. 1923 skedde ett nytt jordskred på samma plats vilket orsakade att bilvägen längs Bråviken rasade.

## Tågsammansättning

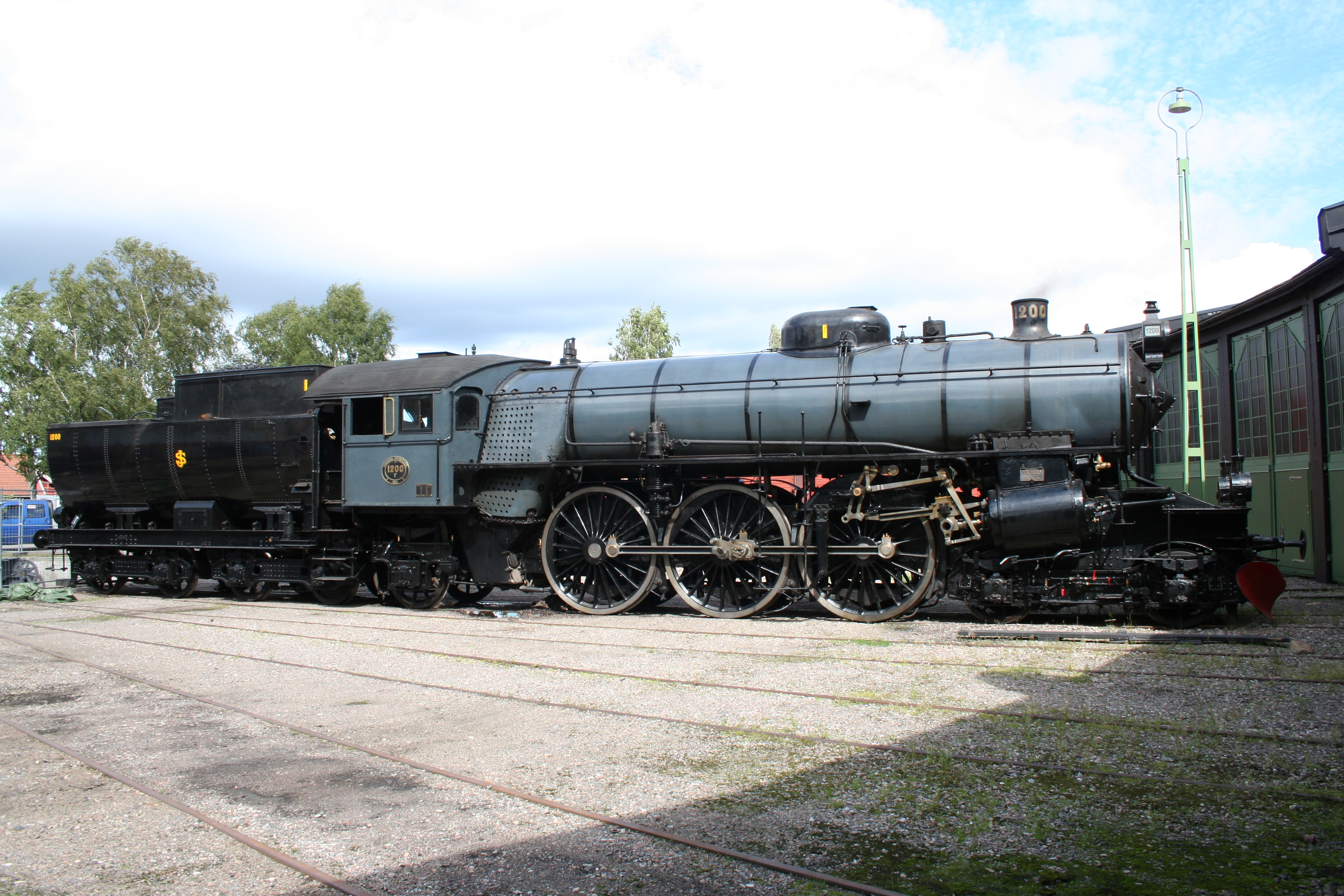
Lok F 1200, år 2008.

Det tåg som var inblandat i getåolyckan bestod av 11 fordon, inklusive loket:
- Ångloket F 1200 (finns bevarat på Sveriges Järnvägsmuseum i Gävle).
- Postvagnen DF02 1107 (förstörd vid olyckan)[14]
- Godsvagnen F1 25591 (förstörd vid olyckan)
- Personvagnen C3d 2050 (förstörd vid olyckan)[14]
- Personvagnen C05 2039 (förstörd vid olyckan)[14]
- Personvagnen C01 1235 (förstörd vid olyckan)[14]
- Personvagnen C05 2044 (förstörd vid olyckan)[14]
- Restaurangvagnen AB03 2466 (reparerad efter olyckan, skrotad 1960)[14]
- Sovvagnen B01 1015 (oskadad vid olyckan, skrotad 1949)[14]
- Personvagnen BC04 1429 (oskadad, skrotad efter 1963)[14]
- Extra godsvagnen G3 19003 (oskadad, skrotad 1952)

De flesta omkomna befann sig i vagnarna 2039 och 1235 som slog sönder varandra vid urspårningen.